# Guntars Krasts

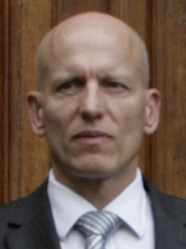
Guntars Krasts (2011)

Guntars Krasts (* 16. Oktober 1957 in Riga) ist lettischer Politiker. Als Mitglied der Partei Tēvzemei un Brīvībai/LNNK („Für Vaterland und Freiheit“) war er von 1997 bis 1998 Ministerpräsident Lettlands und von 2004 bis 2009 Mitglied des Europäischen Parlaments.

## Biografie

### Studium und berufliche Laufbahn
Nach dem Schulbesuch absolvierte Guntars Krasts ein Studium der Wirtschaftswissenschaften an der Universität Lettlands, das er 1982 abschloss. Zwischenzeitlich war er von 1976 bis 1982 auch als ungelernter Arbeiter tätig. Nach Abschluss des Studiums war er zunächst als Wissenschaftlicher Mitarbeiter, danach bis 1991 als Wirtschaftswissenschaftler an der Universität Lettlands tätig. Nach der Unabhängigkeit Lettlands am 21. August 1991 war er als Unternehmer selbständig.

### Beginn der politischen Laufbahn
Krasts begann seine politische Laufbahn als Mitglied der nationalkonservativen Latvijas Nacionālās Neatkarības Kustība (LNNK, „Lettische Nationale Unabhängigkeitsbewegung“), die 1997 mit Tēvzemei un Brīvībai („Für Vaterland und Freiheit“) zur TB/LNNK fusionierte. Im Dezember 1995 berief ihn der parteilose Ministerpräsident Andris Šķēle zum Wirtschaftsminister.

### Ministerpräsident (1997–98)
Als Šķēle am 28. Juli 1997 zurücktrat, wurde er dessen Nachfolger als Ministerpräsident und am 10. August 1997 durch das Parlament (Saeima) bestätigt. Wie sein Vorgänger stand Krasts einer „Regenbogenkoalition“ aus TB/LNNK, dem liberalen LC, Bauernbund, Christdemokraten und der linksliberal/populistischen DPS vor (letztere schied im April 1998 wegen Unstimmigkeiten über die Außenpolitik aus der Regierung aus). Nachdem er am 27. Oktober 1998 den Verteidigungsminister Tālavs Jundzis entlassen hatte, übernahm er kommissarisch auch dessen Amt. Krasts Amtszeit als Ministerpräsident endete am 26. November 1998.

### Abgeordneter der Saeima und des Europaparlaments
Von 1998 bis 2004 war Krasts Vorstandsmitglied der TB/LNNK. Bei der Wahl im Oktober 1998 errang er einen Sitz im lettischen Parlament Saeima. Dort hatte er während der Legislaturperiode von 1998 bis 2002 den Vorsitz des Ausschusses für Auswärtige Angelegenheiten inne. Zugleich war er in der Regierung seines Nachfolgers Vilis Krištopans (LC) vom 26. November 1998 bis zum 16. Juli 1999 stellvertretender Ministerpräsident mit Zuständigkeit für Beziehungen zur Europäischen Union, deren Beitrittskandidat Lettland war. Im dritten Kabinett Šķēles (ab Juli 1999) war Krasts nicht mehr vertreten. Bei der Parlamentswahl 2002 gelang ihm – trotz starker Verluste der TB/LNNK – die Wiederwahl. Das Parlament wählte ihn daraufhin zum Vorsitzenden des Ausschusses für europäische Angelegenheiten.
Vor dem Beitritt Lettlands zur Europäischen Union am 1. Mai 2004 war er einige Monate Beobachter der Saeima im Europaparlament. Bei der Europawahl im Juni 2004 wurde er dann zu einem der neun Abgeordneten Lettlands im Europaparlament gewählt und gehört dort der rechtskonservativen Fraktion Union für ein Europa der Nationen an. Krasts wurde zugleich stellvertretender Vorsitzender des Ausschusses für Wirtschaft und Währung (ECON). Im Juni 2008 trat er aus der TB/LNNK aus. Im Jahr darauf wurde er als Spitzenkandidat der neuen euroskeptischen Partei Libertas in Lettland nominiert. Diese scheiterte jedoch bei der Europawahl 2009 mit 4,3 % an der Einzugshürde, sodass Krasts aus dem Europäischen Parlament ausschied.